# Tornei di tennis maschili nel 1953
Prima della nascita della cosiddetta "Era Open" del tennis, ossia l'apertura ai tennisti professionisti dei tornei che prima di quell'anno erano riservati ai tennisti dilettanti. Nel 1953 i tornei si distinguevano in pro e amatoriali: ai primi potevano partecipare solo i giocatori professionisti, mentre ai secondi potevano partecipare solo i tennisti dilettanti. Tutti i tornei più importanti erano amatoriali tra questi c'erano i tornei del Grande Slam: gli Australian Championships, gli Internazionali di Francia, il Torneo di Wimbledon e gli U.S. National Championships.

## Calendario

### Legenda
| Tornei amatoriali       |
| Tornei professionistici |

### Gennaio
| Settimana  | Torneo                                                                           | Vincitore                                  | Finalista               | Semifinalisti        | Eliminati ai quarti                                  |
| ---------- | -------------------------------------------------------------------------------- | ------------------------------------------ | ----------------------- | -------------------- | ---------------------------------------------------- |
| Gennaio    | Western Province Championships 1953 Città del Capo, Sudafrica Singolare - Doppio | Russell Seymour 6-3 4-6 6-3 6-2            | Leon Norgarb            |                      |                                                      |
| Gennaio    | Western Province Championships 1953 Città del Capo, Sudafrica Singolare - Doppio |                                            |                         |                      |                                                      |
| 1º gennaio | India National Championships 1953 Calcutta, India Singolare - Doppio             | Sumant Misra 6-8 2-6 6-3 9-7 6-3           | Naresh Kumar            |                      |                                                      |
| 1º gennaio | India National Championships 1953 Calcutta, India Singolare - Doppio             |                                            |                         |                      |                                                      |
| 1º gennaio | Perth Championships 1953 Perth, Australia Singolare - Doppio                     | Clive Wilderspin 6-4 6-0 6-1               | Aleck Bridge            |                      |                                                      |
| 1º gennaio | Perth Championships 1953 Perth, Australia Singolare - Doppio                     |                                            |                         |                      |                                                      |
| 3 gennaio  | Benalla New Years Tournament 1953 Benalla, Australia Singolare - Doppio          | Neale Fraser 6-2 6-2                       | James Matthews          |                      |                                                      |
| 3 gennaio  | Benalla New Years Tournament 1953 Benalla, Australia Singolare - Doppio          |                                            |                         |                      |                                                      |
| 3 gennaio  | Sydney Manly Seaside Championships 1953 Sydney, Australia Singolare - Doppio     | Geoff Brown 9-7 6-3                        | Bill Sidwell            |                      |                                                      |
| 3 gennaio  | Sydney Manly Seaside Championships 1953 Sydney, Australia Singolare - Doppio     |                                            |                         |                      |                                                      |
| 10 gennaio | New Zealand Championships 1953 Christchurch, Nuova Zelanda Singolare - Doppio    | George Worthington 6-4 6-4 7-5             | Jeff Robson             |                      |                                                      |
| 10 gennaio | New Zealand Championships 1953 Christchurch, Nuova Zelanda Singolare - Doppio    | John A. Barry Ronald S. McKenzie           |                         |                      |                                                      |
| 10 gennaio | South India Championships 1953 Madras, India Singolare - Doppio                  | Tony Mottram 8-6 8-6 6-2                   | Ramanathan Krishnan     |                      |                                                      |
| 10 gennaio | South India Championships 1953 Madras, India Singolare - Doppio                  |                                            |                         |                      |                                                      |
| 11 gennaio | Pierre Gillou Indoor 1953 Parigi, Francia Singolare - Doppio                     | Budge Patty 6-3 6-3 6-8 6-3                | Marcel Bernard          |                      |                                                      |
| 11 gennaio | Pierre Gillou Indoor 1953 Parigi, Francia Singolare - Doppio                     |                                            |                         |                      |                                                      |
| 12 gennaio | Dixie Championships 1953 Tampa, USA Singolare - Doppio                           | Gardnar Mulloy 6-1 3-6 6-0 6-1             | Bernard Tut Bartzen     |                      |                                                      |
| 12 gennaio | Dixie Championships 1953 Tampa, USA Singolare - Doppio                           |                                            |                         |                      |                                                      |
| 17 gennaio | Australian Championships 1953 Melbourne, Australia Singolare - Doppio            | Ken Rosewall 6-0 6-3 6-4                   | Mervyn Rose             |                      |                                                      |
| 17 gennaio | Australian Championships 1953 Melbourne, Australia Singolare - Doppio            | Lew Hoad Ken Rosewall 9-11, 6-4, 10-8, 6-4 | Don Candy Mervyn Rose   |                      |                                                      |
| 18 gennaio | Florida West Coast Championships 1953 Saint Petersburg, USA Singolare - Doppio   | Bernard Tut Bartzen 6-3 0-6 7-5            | Harold Burrows          |                      |                                                      |
| 18 gennaio | Florida West Coast Championships 1953 Saint Petersburg, USA Singolare - Doppio   |                                            |                         |                      |                                                      |
| 18 gennaio | Florida Pro Championships 1953 Fort Lauderdale, USA Singolare - Doppio           | Bobby Riggs 7-5 6-4                        | Frank Kovacs            |                      |                                                      |
| 18 gennaio | Florida Pro Championships 1953 Fort Lauderdale, USA Singolare - Doppio           |                                            |                         |                      |                                                      |
| 25 gennaio | US Pro Clay Court Championships 1953 Tampa, USA Terra rossa Singolare - Doppio   | Frank Kovacs 7-5?-6 6-0                    | Bobby Riggs             |                      |                                                      |
| 25 gennaio | US Pro Clay Court Championships 1953 Tampa, USA Terra rossa Singolare - Doppio   | Mitch Gornto Robert Stubbs 2-6 6-2 7-5     | Yvon Petra Joe Fishback |                      |                                                      |
| 25 gennaio | Florida State Championships 1953 Orlando, USA Singolare - Doppio                 | Gardnar Mulloy 6-2 6-2 6-1                 | Frank Guernsey          |                      |                                                      |
| 25 gennaio | Florida State Championships 1953 Orlando, USA Singolare - Doppio                 |                                            |                         |                      |                                                      |
| 26 gennaio | South Australian Championships 1953 Adelaide, Australia Singolare - Doppio       | Mervyn Rose 6-4 3-6 6-4 2-6 11-9           | Vic Seixas              | Rex Hartwig Lew Hoad | Don Candy Fausto Gardini Straight Clark Ken Rosewall |
| 26 gennaio | South Australian Championships 1953 Adelaide, Australia Singolare - Doppio       |                                            |                         | Rex Hartwig Lew Hoad | Don Candy Fausto Gardini Straight Clark Ken Rosewall |

### Febbraio
| Settimana   | Torneo                                                                                 | Vincitore                            | Finalista      | Semifinalisti | Eliminati ai quarti |
| ----------- | -------------------------------------------------------------------------------------- | ------------------------------------ | -------------- | ------------- | ------------------- |
| febbraio    | Southern Slopes Championships 1953 Harden, Australia Singolare - Doppio                | Max Anderson 6-1 6-1                 | Manglesdorf    |               |                     |
| febbraio    | Southern Slopes Championships 1953 Harden, Australia Singolare - Doppio                |                                      |                |               |                     |
| 1º febbraio | Scandinavian Covered Court Championships 1953 Copenaghen, Danimarca Singolare - Doppio | Kurt Nielsen 6-3 4-6 6-4 6-4         | Arthur Larsen  |               |                     |
| 1º febbraio | Scandinavian Covered Court Championships 1953 Copenaghen, Danimarca Singolare - Doppio |                                      |                |               |                     |
| 1º febbraio | West Pakistan Championships 1953 Lahore, Pakistan Singolare - Doppio                   | Maru 6-4 1-6 6-4 6-1                 | Tony Mottram   |               |                     |
| 1º febbraio | West Pakistan Championships 1953 Lahore, Pakistan Singolare - Doppio                   |                                      |                |               |                     |
| 10 febbraio | Austin Smith Championships 1953 Fort Lauderdale, USA Singolare - Doppio                | Gardnar Mulloy 6-0 1-6 6-1 6-1       | Ubert Vincent  |               |                     |
| 10 febbraio | Austin Smith Championships 1953 Fort Lauderdale, USA Singolare - Doppio                |                                      |                |               |                     |
| 10 febbraio | Thunderbird Classic 1953 Phoenix, USA Singolare - Doppio                               | Tony Trabert 6-1 6-2 8-6             | Bob Perry      |               |                     |
| 10 febbraio | Thunderbird Classic 1953 Phoenix, USA Singolare - Doppio                               |                                      |                |               |                     |
| 15 febbraio | Palm Springs Invitational 1953 Palm Springs, USA Singolare - Doppio                    | Tony Trabert 6-3 6-2                 | Tom Brown      |               |                     |
| 15 febbraio | Palm Springs Invitational 1953 Palm Springs, USA Singolare - Doppio                    |                                      |                |               |                     |
| 15 febbraio | French Covered Court Championships 1953 Parigi, Francia Singolare - Doppio             | Budge Patty 6-3 4-6 7-5 6-4          | Arthur Larsen  |               |                     |
| 15 febbraio | French Covered Court Championships 1953 Parigi, Francia Singolare - Doppio             |                                      |                |               |                     |
| 15 febbraio | Philippines International Championships 1953 Manila, Filippine Singolare - Doppio      | Felicisimo Ampon 4-6 6-3 0-6 6-3 6-4 | Fausto Gardini |               |                     |
| 15 febbraio | Philippines International Championships 1953 Manila, Filippine Singolare - Doppio      |                                      |                |               |                     |
| 22 febbraio | Lyon International 1953 Lione, Francia Singolare - Doppio                              | Jaroslav Drobný 6-4 6-2              | Marcel Bernard |               |                     |
| 22 febbraio | Lyon International 1953 Lione, Francia Singolare - Doppio                              |                                      |                |               |                     |
| 23 febbraio | US Indoors 1953 New York, USA Singolare - Doppio                                       | Arthur Larsen 5-7 6-4 6-3 6-3        | Kurt Nielsen   |               |                     |
| 23 febbraio | US Indoors 1953 New York, USA Singolare - Doppio                                       |                                      |                |               |                     |

### Marzo
| Settimana | Torneo                                                                                               | Vincitore                       | Finalista           | Semifinalisti | Eliminati ai quarti |
| --------- | --- | ------------------------------- | ------------------- | ------------- | ------------------- |
| 1º marzo  | Italian Riviera Championships 1953 Sanremo, Italia Singolare - Doppio                                | Władysław Skonecki 6-3 6-1 6-3  | Gianni Cucelli      |               |                     |
| 1º marzo  | Italian Riviera Championships 1953 Sanremo, Italia Singolare - Doppio                                |                                 |                     |               |                     |
| 2 marzo   | St Andrews Invitation 1953 Kingston, Giamaica Singolare - Doppio                                     | Eddie Moylan                    | Noel Brown          |               |                     |
| 2 marzo   | St Andrews Invitation 1953 Kingston, Giamaica Singolare - Doppio                                     |                                 |                     |               |                     |
| 8 marzo   | Egyptian International Cairo Championships 1953 Il Cairo, Egitto Singolare - Doppio                  | Jaroslav Drobný 6-4 6-1 6-1     | Gottfried von Cramm |               |                     |
| 8 marzo   | Egyptian International Cairo Championships 1953 Il Cairo, Egitto Singolare - Doppio                  |                                 |                     |               |                     |
| 8 marzo   | Gallia Club Championships 1953 Cannes, Francia Singolare - Doppio                                    | Dragutin Mitic 5-7 1-4 ritiro   | Horst Hermann       |               |                     |
| 8 marzo   | Gallia Club Championships 1953 Cannes, Francia Singolare - Doppio                                    |                                 |                     |               |                     |
| 8 marzo   | Caribbean Championships 1953 Montego Bay, Giamaica Singolare - Doppio                                | Noel Brown 7-5 4-6 10-8 6-1     | Eddie Moylan        |               |                     |
| 8 marzo   | Caribbean Championships 1953 Montego Bay, Giamaica Singolare - Doppio                                |                                 |                     |               |                     |
| 9 marzo   | Buffalo Indoor 1953 Buffalo, USA Singolare - Doppio                                                  | Don McNeill 2-6 6-1 7-5         | Bill Talbert        |               |                     |
| 9 marzo   | Buffalo Indoor 1953 Buffalo, USA Singolare - Doppio                                                  |                                 |                     |               |                     |
| 14 marzo  | Australian Hard Court Championships 1953 Sydney, Australia Singolare - Doppio                        | Lew Hoad 7-5 6-3 2-6 8-6        | John Bromwich       |               |                     |
| 14 marzo  | Australian Hard Court Championships 1953 Sydney, Australia Singolare - Doppio                        |                                 |                     |               |                     |
| 15 marzo  | Riviera Championships 1953 Mentone, Francia Singolare - Doppio                                       | Bernard Tut Bartzen 6-2 7-5 6-2 | Orlando Sirola      |               |                     |
| 15 marzo  | Riviera Championships 1953 Mentone, Francia Singolare - Doppio                                       |                                 |                     |               |                     |
| 15 marzo  | Tennis Club Flanders Championships 1953 Roubaix, Francia Singolare - Doppio                          | Budge Patty 5-7 11-9 6-1 6-3    | Philippe Washer     |               |                     |
| 15 marzo  | Tennis Club Flanders Championships 1953 Roubaix, Francia Singolare - Doppio                          |                                 |                     |               |                     |
| 15 marzo  | Masters Invitational 1953 St. Augustine, USA Singolare - Doppio                                      | Arthur Larsen 6-3 6-2 6-3       | Gardnar Mulloy      |               |                     |
| 15 marzo  | Masters Invitational 1953 St. Augustine, USA Singolare - Doppio                                      |                                 |                     |               |                     |
| 16 marzo  | Torneo di La Jolla 1953 La Jolla, USA Singolare - Doppio                                             | Tony Trabert 10-8 6-3           | Tom Brown           |               |                     |
| 16 marzo  | Torneo di La Jolla 1953 La Jolla, USA Singolare - Doppio                                             |                                 |                     |               |                     |
| 22 marzo  | Egyptian International Alexandria Championships 1953 Alessandria d'Egitto, Egitto Singolare - Doppio | Jaroslav Drobný 6-4 7-5 6-2     | George Worthington  |               |                     |
| 22 marzo  | Egyptian International Alexandria Championships 1953 Alessandria d'Egitto, Egitto Singolare - Doppio |                                 |                     |               |                     |
| 22 marzo  | Torneo di Beaulieu 1953 Cannes, Francia Singolare - Doppio                                           | Bernard Tut Bartzen 6-3 6-1 6-4 | Renato Gori         |               |                     |
| 22 marzo  | Torneo di Beaulieu 1953 Cannes, Francia Singolare - Doppio                                           |                                 |                     |               |                     |
| 22 marzo  | Caribe Hilton Championships 1953 San Juan, Porto Rico Singolare - Doppio                             | Arthur Larsen 6-4 6-4 6-3       | Gardnar Mulloy      |               |                     |
| 22 marzo  | Caribe Hilton Championships 1953 San Juan, Porto Rico Singolare - Doppio                             |                                 |                     |               |                     |
| 23 marzo  | New South Wales Hard Court Championships 1953 Dubbo, Australia Singolare - Doppio                    | Mervyn Rose 2-6 6-4 6-4         | Lew Hoad            |               |                     |
| 23 marzo  | New South Wales Hard Court Championships 1953 Dubbo, Australia Singolare - Doppio                    |                                 |                     |               |                     |
| 28 marzo  | Everglades Invitation 1953 Palm Beach, USA Singolare - Doppio                                        | Vic Seixas 5-7 6-4 6-4 6-1      | Arthur Larsen       |               |                     |
| 28 marzo  | Everglades Invitation 1953 Palm Beach, USA Singolare - Doppio                                        |                                 |                     |               |                     |

### Aprile
| Settimana | Torneo                                                                                     | Vincitore                        | Finalista           | Semifinalisti                  | Eliminati ai quarti |
| --------- | ------------------------------------------------------------------------------------------ | -------------------------------- | ------------------- | ------------------------------ | ------------------- |
| aprile    | South African Championships 1953 Johannesburg, Sudafrica Singolare - Doppio                | Eric Sturgess 6-1 6-3 6-3        | Russell Seymour     |                                |                     |
| aprile    | South African Championships 1953 Johannesburg, Sudafrica Singolare - Doppio                |                                  |                     |                                |                     |
| 5 aprile  | US Pro Indoor Championships 1953 New York (7th Ref. Armoury), USA Parquet indoor Singolare | Jack Kramer 8-6 4-6 6-4          | Frank Sedgman       | Kenneth McGregor Pancho Segura |                     |
| 6 aprile  | Good Neighbor Tournament 1953 Miami Beach, USA Singolare - Doppio                          | Vic Seixas 6-3 6-1 4-6 4-6 6-3   | Gardnar Mulloy      |                                |                     |
| 6 aprile  | Good Neighbor Tournament 1953 Miami Beach, USA Singolare - Doppio                          |                                  |                     |                                |                     |
| 6 aprile  | Monte Carlo Cup 1953 Monte Carlo, Monte Carlo Singolare - Doppio                           | Władysław Skonecki 6-3 6-4 11-9  | Jaroslav Drobný     |                                |                     |
| 6 aprile  | Monte Carlo Cup 1953 Monte Carlo, Monte Carlo Singolare - Doppio                           |                                  |                     |                                |                     |
| 6 aprile  | Eden Monaro Championships 1953 Queanbeyan, Australia Singolare - Doppio                    | Max Anderson 6-0 6-1             | Geoff Brown         |                                |                     |
| 6 aprile  | Eden Monaro Championships 1953 Queanbeyan, Australia Singolare - Doppio                    |                                  |                     |                                |                     |
| 6 aprile  | Central Queensland Championships 1953 Rockhampton, Australia Singolare - Doppio            | S. Thomson 7-5 7-9 6-9           | Malcolm J. Anderson |                                |                     |
| 6 aprile  | Central Queensland Championships 1953 Rockhampton, Australia Singolare - Doppio            |                                  |                     |                                |                     |
| 6 aprile  | Goulburn Valley Championships 1953 Shepparton, Australia Singolare - Doppio                | Jack Edwin Harper 3-6 6-4 9-7    | David Yates         |                                |                     |
| 6 aprile  | Goulburn Valley Championships 1953 Shepparton, Australia Singolare - Doppio                |                                  |                     |                                |                     |
| 6 aprile  | Taree Easter Tournament 1953 Taree, Australia Singolare - Doppio                           | Warren Woodcock                  | R. Whiteside        |                                |                     |
| 6 aprile  | Taree Easter Tournament 1953 Taree, Australia Singolare - Doppio                           |                                  |                     |                                |                     |
| 6 aprile  | Darling Downs Championships 1953 Toowoomba, Australia Singolare - Doppio                   | Ian Ayre 6-4 6-2                 | N. Langford         |                                |                     |
| 6 aprile  | Darling Downs Championships 1953 Toowoomba, Australia Singolare - Doppio                   |                                  |                     |                                |                     |
| 6 aprile  | Albury Easter Tournament 1953 Albury, Australia Singolare - Doppio                         | Rex Hartwig 6-1 6-2 6-1          | James Matthews      |                                |                     |
| 6 aprile  | Albury Easter Tournament 1953 Albury, Australia Singolare - Doppio                         |                                  |                     |                                |                     |
| 6 aprile  | Central Slopes Championships 1953 Goulburn, Australia Singolare - Doppio                   | Lew Hoad 6-1 6-4                 | John O'Brien        |                                |                     |
| 6 aprile  | Central Slopes Championships 1953 Goulburn, Australia Singolare - Doppio                   |                                  |                     |                                |                     |
| 7 aprile  | Western Australian Championships 1953 Perth, Australia Singolare - Doppio                  | Ken Rosewall 6-3 6-4 6-2         | Don Candy           |                                |                     |
| 7 aprile  | Western Australian Championships 1953 Perth, Australia Singolare - Doppio                  |                                  |                     |                                |                     |
| 7 aprile  | Southport Hard Court Championships 1953 Southport, Gran Bretagna Singolare - Doppio        | Czeslaw Spychala 6-0 6-2         | Lancaster           |                                |                     |
| 7 aprile  | Southport Hard Court Championships 1953 Southport, Gran Bretagna Singolare - Doppio        |                                  |                     |                                |                     |
| 8 aprile  | Tasmanian Championships 1953 Launceston, Australia Singolare - Doppio                      | Eric Stewart 6-2 5-7 6-3 4-6 6-2 | Neale Fraser        |                                |                     |
| 8 aprile  | Tasmanian Championships 1953 Launceston, Australia Singolare - Doppio                      |                                  |                     |                                |                     |
| 11 aprile | Roehampton Hard Court Championships 1953 Roehampton, Gran Bretagna Singolare - Doppio      | Barrett 3-6 6-3 8-6              | Ian McDonald Guy    |                                |                     |
| 11 aprile | Roehampton Hard Court Championships 1953 Roehampton, Gran Bretagna Singolare - Doppio      |                                  |                     |                                |                     |
| 12 aprile | Miami Invitational 1953 Miami, USA Singolare - Doppio                                      | Gardnar Mulloy 6-4 6-3 6-3       | Harold Burrows      |                                |                     |
| 12 aprile | Miami Invitational 1953 Miami, USA Singolare - Doppio                                      |                                  |                     |                                |                     |
| 12 aprile | Campionato Partenopeo 1953 Napoli, Italia Singolare - Doppio                               | Budge Patty 5-7 6-1 7-5 8-6      | Bernard Tut Bartzen |                                |                     |
| 12 aprile | Campionato Partenopeo 1953 Napoli, Italia Singolare - Doppio                               |                                  |                     |                                |                     |
| 12 aprile | Nice Lawn Tennis Club Championships 1953 Nizza, Francia Singolare - Doppio                 | Armando Vieira 6-1 6-1           | József Asbóth       |                                |                     |
| 12 aprile | Nice Lawn Tennis Club Championships 1953 Nizza, Francia Singolare - Doppio                 |                                  |                     |                                |                     |
| 18 aprile | Cumberland Hard Court Championships 1953 Hampstead, Gran Bretagna Singolare - Doppio       | Roger Becker 6-3 6-4             | Gerald D. Oakley    |                                |                     |
| 18 aprile | Cumberland Hard Court Championships 1953 Hampstead, Gran Bretagna Singolare - Doppio       |                                  |                     |                                |                     |
| 19 aprile | Queensland Closed Championships 1953 Brisbane, Australia Singolare - Doppio                | Ian Ayre 6-0 6-2 6-1             | S. Thomson          |                                |                     |
| 19 aprile | Queensland Closed Championships 1953 Brisbane, Australia Singolare - Doppio                |                                  |                     |                                |                     |
| 19 aprile | Torneo di Cannes 1953 Cannes, Francia Singolare - Doppio                                   | Bernard Tut Bartzen 6-2 6-4 7-5  | Sven Davidson       |                                |                     |
| 19 aprile | Torneo di Cannes 1953 Cannes, Francia Singolare - Doppio                                   |                                  |                     |                                |                     |
| 19 aprile | Cuban Championships 1953 L'Avana, Cuba Singolare - Doppio                                  | Arthur Larsen 6-4 6-4            | Gardnar Mulloy      |                                |                     |
| 19 aprile | Cuban Championships 1953 L'Avana, Cuba Singolare - Doppio                                  |                                  |                     |                                |                     |
| 19 aprile | Campionati Internazionali di Sicilia 1953 Palermo, Italia Singolare - Doppio               | Budge Patty 3-6 6-4 3-6 6-3 6-1  | Bernard Tut Bartzen |                                |                     |
| 19 aprile | Campionati Internazionali di Sicilia 1953 Palermo, Italia Singolare - Doppio               |                                  |                     |                                |                     |
| 19 aprile | Eastern Suburbs Hard Court Championships 1953 Sydney, Australia Singolare - Doppio         | Mervyn Rose 3-6 7-5 6-2          | Ken Rosewall        |                                |                     |
| 19 aprile | Eastern Suburbs Hard Court Championships 1953 Sydney, Australia Singolare - Doppio         |                                  |                     |                                |                     |
| 24 aprile | Chicago Pro Championships 1953 Chicago, USA Parquet indoor Singolare                       | Jack Kramer 6-3 8-6              | Pancho Segura       | Kenneth McGregor Frank Sedgman |                     |
| 25 aprile | Rothmans Connaught Championships 1953 Chingford, Gran Bretagna Singolare - Doppio          | Jack Arkinstall 6-3 6-0          | Donald L.M. Black   |                                |                     |
| 25 aprile | Rothmans Connaught Championships 1953 Chingford, Gran Bretagna Singolare - Doppio          |                                  |                     |                                |                     |
| 25 aprile | Surrey Hard Court Championships 1953 Sutton, Gran Bretagna Singolare - Doppio              | Tony Mottram 6-3 6-1             | Russell Seymour     |                                |                     |
| 25 aprile | Surrey Hard Court Championships 1953 Sutton, Gran Bretagna Singolare - Doppio              |                                  |                     |                                |                     |
| 26 aprile | Paris International Championships 1953 Parigi, Francia Singolare - Doppio                  | Budge Patty 4-6 6-4 6-3 6-4      | Bernard Tut Bartzen |                                |                     |
| 26 aprile | Paris International Championships 1953 Parigi, Francia Singolare - Doppio                  |                                  |                     |                                |                     |
| 27 aprile | River Oaks International Tennis Tournament 1953 Houston, USA Singolare - Doppio            | Gardnar Mulloy 6-4 5-7 6-4 6-2   | Vic Seixas          |                                |                     |
| 27 aprile | River Oaks International Tennis Tournament 1953 Houston, USA Singolare - Doppio            |                                  |                     |                                |                     |

### Maggio
| Settimana | Torneo                                                                              | Vincitore                           | Finalista                   | Semifinalisti | Eliminati ai quarti |
| --------- | ----------------------------------------------------------------------------------- | ----------------------------------- | --------------------------- | ------------- | ------------------- |
| 2 maggio  | Torneo di Firenze 1953 Firenze, Italia Singolare - Doppio                           | Lennart Bergelin                    | non conosciuta (bandiera)   |               |                     |
| 2 maggio  | Torneo di Firenze 1953 Firenze, Italia Singolare - Doppio                           |                                     |                             |               |                     |
| 2 maggio  | British Hard Court Championships 1953 Bournemouth, Gran Bretagna Singolare - Doppio | Enrique Morea 6-3 6-2 6-1           | Felicisimo Ampon            |               |                     |
| 2 maggio  | British Hard Court Championships 1953 Bournemouth, Gran Bretagna Singolare - Doppio |                                     |                             |               |                     |
| 3 maggio  | Coral Beach Club Invitation 1953 Hamilton, Bermuda Singolare - Doppio               | Don McNeill 7-5 6-4 6-2             | Lorne Main                  |               |                     |
| 3 maggio  | Coral Beach Club Invitation 1953 Hamilton, Bermuda Singolare - Doppio               |                                     |                             |               |                     |
| 3 maggio  | San Antonio Championships 1953 San Antonio, USA Singolare - Doppio                  | Gardnar Mulloy 1-6 8-6 6-1 9-7      | Arthur Larsen               |               |                     |
| 3 maggio  | San Antonio Championships 1953 San Antonio, USA Singolare - Doppio                  |                                     |                             |               |                     |
| 4 maggio  | Maroochy Tennis Championships 1953 Nambour, Australia Singolare - Doppio            | Max Anderson 6-3 6-4                | S. Thomson                  |               |                     |
| 4 maggio  | Maroochy Tennis Championships 1953 Nambour, Australia Singolare - Doppio            |                                     |                             |               |                     |
| 9 maggio  | Bermuda International Championships 1953 Hamilton, Bermuda Singolare - Doppio       | Gardnar Mulloy 6-2 3-6 6-3 9-7      | Frederick Kovaleski         |               |                     |
| 9 maggio  | Bermuda International Championships 1953 Hamilton, Bermuda Singolare - Doppio       |                                     |                             |               |                     |
| 9 maggio  | London Hard Court Championships 1953 Hurlingham, Gran Bretagna Singolare - Doppio   | Ian Vermaak 6-1 6-2                 | Goeff L. Ward               |               |                     |
| 9 maggio  | London Hard Court Championships 1953 Hurlingham, Gran Bretagna Singolare - Doppio   |                                     |                             |               |                     |
| 10 maggio | Southern California Championships 1953 Los Angeles, USA Singolare - Doppio          | Tony Trabert 6-3 6-3 6-3            | Arthur Larsen               |               |                     |
| 10 maggio | Southern California Championships 1953 Los Angeles, USA Singolare - Doppio          |                                     |                             |               |                     |
| 10 maggio | Internazionali d'Italia 1953 Roma, Italia Singolare - Doppio                        | Jaroslav Drobný 6-2 6-1 6-2         | Lew Hoad                    |               |                     |
| 10 maggio | Internazionali d'Italia 1953 Roma, Italia Singolare - Doppio                        | Lew Hoad Ken Rosewall 6-2, 6-4, 6-2 | Jaroslav Drobny Budge Patty |               |                     |
| 16 maggio | California State Championships 1953 Berkeley, USA Singolare - Doppio                | Arthur Larsen 6-4 5-7 4-6 6-1 6-3   | Tony Trabert                |               |                     |
| 16 maggio | California State Championships 1953 Berkeley, USA Singolare - Doppio                |                                     |                             |               |                     |
| 16 maggio | Guildford Hard Court Championships 1953 Guildford, Gran Bretagna Singolare - Doppio | George Worthington 3-6 6-3 6-2      | Jack Arkinstall             |               |                     |
| 16 maggio | Guildford Hard Court Championships 1953 Guildford, Gran Bretagna Singolare - Doppio |                                     |                             |               |                     |
| 16 maggio | Torneo di Harrogate 1953 Harrogate, Gran Bretagna Singolare - Doppio                | William Knight 6-1 6-2              | W.T. Anderson               |               |                     |
| 16 maggio | Torneo di Harrogate 1953 Harrogate, Gran Bretagna Singolare - Doppio                |                                     |                             |               |                     |
| 17 maggio | Queensland Hard Court Championships 1953 Bundaberg, Australia Singolare - Doppio    | Roy Emerson 6-1 6-3                 | N. Langford                 |               |                     |
| 17 maggio | Queensland Hard Court Championships 1953 Bundaberg, Australia Singolare - Doppio    |                                     |                             |               |                     |
| 23 maggio | Torneo di Sutton Coldfield 1953 Sutton, Gran Bretagna Singolare - Doppio            | Jack Arkinstall 6-0 6-1             | J.A.T. Horn                 |               |                     |
| 23 maggio | Torneo di Sutton Coldfield 1953 Sutton, Gran Bretagna Singolare - Doppio            |                                     |                             |               |                     |
| 30 maggio | The Priory 1953 Birmingham, Gran Bretagna Singolare - Doppio                        | Matthew Mohtadi 6-2 3-6 6-4         | Edwin Tsai                  |               |                     |
| 30 maggio | The Priory 1953 Birmingham, Gran Bretagna Singolare - Doppio                        |                                     |                             |               |                     |
| 30 maggio | Torneo di Lytham St Annes 1953 Lytham St Annes, Gran Bretagna Singolare - Doppio    | Tony Mottram 6-2 6-2                | Douglas Snart               |               |                     |
| 30 maggio | Torneo di Lytham St Annes 1953 Lytham St Annes, Gran Bretagna Singolare - Doppio    |                                     |                             |               |                     |

### Giugno
| Settimana | Torneo                                                                                    | Vincitore                              | Finalista                    | Semifinalisti            | Eliminati ai quarti                          |
| --------- | ----------------------------------------------------------------------------------------- | -------------------------------------- | ---------------------------- | ------------------------ | -------------------------------------------- |
| 1º giugno | Western Australian Hard Court Championships 1953 Kalgoorlie, Australia Singolare - Doppio | Dawson C. Hamilton 1-6 6-1 6-4 5-7 6-1 | John Blacklock               |                          |                                              |
| 1º giugno | Western Australian Hard Court Championships 1953 Kalgoorlie, Australia Singolare - Doppio |                                        |                              |                          |                                              |
| 1º giugno | Internazionali di Francia 1953 Parigi, Francia Singolare - Doppio                         | Ken Rosewall 6-3 6-4 1-6 6-2           | Vic Seixas                   |                          |                                              |
| 1º giugno | Internazionali di Francia 1953 Parigi, Francia Singolare - Doppio                         | Lew Hoad Ken Rosewall 6-2, 6-1, 6-1    | Mervyn Rose Clive Wilderspin |                          |                                              |
| 2 giugno  | Cowra Coronation Tournament 1953 Cowra, Australia Singolare - Doppio                      | John O'Brien 6-4 6-0                   | Hudson                       |                          |                                              |
| 2 giugno  | Cowra Coronation Tournament 1953 Cowra, Australia Singolare - Doppio                      |                                        |                              |                          |                                              |
| 2 giugno  | Inverell Coronation Tournament 1953 Inverell, Australia Singolare - Doppio                | Bill Gilmour 6-2 6-0                   | Bryce                        |                          |                                              |
| 2 giugno  | Inverell Coronation Tournament 1953 Inverell, Australia Singolare - Doppio                |                                        |                              |                          |                                              |
| 2 giugno  | Victorian Hard Court Championships 1953 Melbourne, Australia Singolare - Doppio           | Don Candy 6-1 1-6 6-3                  | Colin Long                   |                          |                                              |
| 2 giugno  | Victorian Hard Court Championships 1953 Melbourne, Australia Singolare - Doppio           |                                        |                              |                          |                                              |
| 6 giugno  | Torneo di Torquay 1953 Torquay, Gran Bretagna Singolare - Doppio                          | Colin Hannam 6-4 6-2                   | Mervyn Rose                  |                          |                                              |
| 6 giugno  | Torneo di Torquay 1953 Torquay, Gran Bretagna Singolare - Doppio                          |                                        |                              |                          |                                              |
| 6 giugno  | Northern Championships 1953 Manchester, Gran Bretagna Singolare - Doppio                  | Clive Wilderspin 4-6 6-3 6-0           | Ian Ayre                     |                          |                                              |
| 6 giugno  | Northern Championships 1953 Manchester, Gran Bretagna Singolare - Doppio                  |                                        |                              |                          |                                              |
| 7 giugno  | Blue and Gray Invitation 1953 Montgomery, USA Singolare - Doppio                          | Ham Richardson 6-1 6-2 6-3             | Donald Kaiser                |                          |                                              |
| 7 giugno  | Blue and Gray Invitation 1953 Montgomery, USA Singolare - Doppio                          |                                        |                              |                          |                                              |
| 7 giugno  | Bavarian Championships 1953 Monaco di Baviera, Germania Singolare - Doppio                | Jaroslav Drobný 6-3 6-1 6-3            | Armando Vieira               |                          |                                              |
| 7 giugno  | Bavarian Championships 1953 Monaco di Baviera, Germania Singolare - Doppio                |                                        |                              |                          |                                              |
| 13 giugno | Kent Championships 1953 Beckenham, Gran Bretagna Singolare - Doppio                       | George Worthington 6-4 4-6 6-3         | Gardnar Mulloy               |                          |                                              |
| 13 giugno | Kent Championships 1953 Beckenham, Gran Bretagna Singolare - Doppio                       |                                        |                              |                          |                                              |
| 13 giugno | West of England Championships 1953 Bristol, Gran Bretagna Singolare - Doppio              | Vic Seixas 6-3 6-1 8-6                 | Enrique Morea                |                          |                                              |
| 13 giugno | West of England Championships 1953 Bristol, Gran Bretagna Singolare - Doppio              |                                        |                              |                          |                                              |
| 13 giugno | US Hard Court Championships 1953 Salt Lake City, USA Singolare - Doppio                   | Tony Trabert 6-4 11-9 6-4              | Tom Brown                    |                          |                                              |
| 13 giugno | US Hard Court Championships 1953 Salt Lake City, USA Singolare - Doppio                   |                                        |                              |                          |                                              |
| 14 giugno | Southern Championships 1953 New Orleans, USA Singolare - Doppio                           | Ham Richardson 6-2 6-2 6-0             | Donald Kaiser                |                          |                                              |
| 14 giugno | Southern Championships 1953 New Orleans, USA Singolare - Doppio                           |                                        |                              |                          |                                              |
| 21 giugno | U.S. Pro Tennis Championships 1953 Lakewood, USA Parquet indoor Singolare - Doppio        | Pancho Gonzales 3-6 6-4 3-6 6-4 6-0    | Don Budge                    | Frank Kovacs Bobby Riggs | Jack Rodgers Carl Earn Al Doyle Jack Rodgers |
| 21 giugno | U.S. Pro Tennis Championships 1953 Lakewood, USA Parquet indoor Singolare - Doppio        | Pancho Gonzales Don Budge 6-1 6-4      | Carl Earn Bob Rodgers        | Frank Kovacs Bobby Riggs | Jack Rodgers Carl Earn Al Doyle Jack Rodgers |
| 22 giugno | Denver City Championships 1953 Denver, USA Singolare - Doppio                             | Bill Talbert                           | Noel Brown                   |                          |                                              |
| 22 giugno | Denver City Championships 1953 Denver, USA Singolare - Doppio                             |                                        |                              |                          |                                              |
| 22 giugno | Queen's Club Championships 1953 Londra, Gran Bretagna Singolare - Doppio                  | Lew Hoad 8-6 10-8                      | Ken Rosewall                 |                          |                                              |
| 22 giugno | Queen's Club Championships 1953 Londra, Gran Bretagna Singolare - Doppio                  |                                        |                              |                          |                                              |
| 28 giugno | Hotel de Coronado 1953 Coronado, USA Singolare - Doppio                                   | Tony Trabert                           | Tom Brown                    |                          |                                              |
| 28 giugno | Hotel de Coronado 1953 Coronado, USA Singolare - Doppio                                   |                                        |                              |                          |                                              |
| 28 giugno | Southwestern Championships 1953 Little Rock, USA Singolare - Doppio                       | Noel Brown 6-4 6-2 6-1                 | Leslie Longshore             |                          |                                              |
| 28 giugno | Southwestern Championships 1953 Little Rock, USA Singolare - Doppio                       |                                        |                              |                          |                                              |
| 28 giugno | National Collegiate Championships 1953 Syracuse, USA Singolare - Doppio                   | Ham Richardson 6-2 6-1 6-1             | Livingston                   |                          |                                              |
| 28 giugno | National Collegiate Championships 1953 Syracuse, USA Singolare - Doppio                   |                                        |                              |                          |                                              |
| 30 giugno | Surrey Championships 1953 Surbiton, Gran Bretagna Singolare - Doppio                      | George Worthington 6-3 6-1             | Roger Becker                 |                          |                                              |
| 30 giugno | Surrey Championships 1953 Surbiton, Gran Bretagna Singolare - Doppio                      |                                        |                              |                          |                                              |

### Luglio
| Settimana | Torneo                                                                                | Vincitore                                   | Finalista                                  | Semifinalisti | Eliminati ai quarti |
| --------- | ------------------------------------------------------------------------------------- | ------------------------------------------- | ------------------------------------------ | ------------- | ------------------- |
| luglio    | Natal Championships 1953 Durban, Sudafrica Singolare - Doppio                         | John Hurry 7-9 6-3 6-3 6-1                  | Abe Segal                                  |               |                     |
| luglio    | Natal Championships 1953 Durban, Sudafrica Singolare - Doppio                         |                                             |                                            |               |                     |
| 3 luglio  | Tri-State Championships 1953 Cincinnati, USA Singolare - Doppio                       | Tony Trabert 10-8 6-3 6-4                   | Ham Richardson                             |               |                     |
| 3 luglio  | Tri-State Championships 1953 Cincinnati, USA Singolare - Doppio                       | Tony Trabert Ham Richardson 6-1, 6-2        | Ed Kauder Robin Willner                    |               |                     |
| 5 luglio  | New Jersey State Championships 1953 Hackensack, USA Singolare - Doppio                | Sidney Schwartz 6-1 4-6 6-4 6-1             | Allen Morris                               |               |                     |
| 5 luglio  | New Jersey State Championships 1953 Hackensack, USA Singolare - Doppio                |                                             |                                            |               |                     |
| 6 luglio  | Torneo di Wimbledon 1953 Londra, Gran Bretagna Singolare - Doppio                     | Vic Seixas 9-7 6-3 6-4                      | Kurt Nielsen                               |               |                     |
| 6 luglio  | Torneo di Wimbledon 1953 Londra, Gran Bretagna Singolare - Doppio                     | Lew Hoad Ken Rosewall 6-4, 7-5, 4-6, 7-5    | Rex Hartwig Mervyn Rose                    |               |                     |
| 7 luglio  | Torneo Godò 1953 Barcellona, Spagna Singolare - Doppio                                | Vic Seixas 6-3 6-4 22-20                    | Enrique Morea                              |               |                     |
| 7 luglio  | Torneo Godò 1953 Barcellona, Spagna Singolare - Doppio                                | Enrique Morea Vic Seixas 6-3, 3-6, 6-3, 6-1 | Jaime Bartroli Lennart Bergelin            |               |                     |
| 9 luglio  | Venezuela Pro Championships 1953 Caracas, Venezuela Terra rossa Singolare             | Pancho Segura Round Robin                   | Jack Kramer Frank Sedgman Kenneth McGregor |               |                     |
| 11 luglio | Swedish International Hard Court Championships 1953 Båstad, Svezia Singolare - Doppio | Budge Patty 6-4 7-5 6-8 6-4                 | Sven Davidson                              |               |                     |
| 11 luglio | Swedish International Hard Court Championships 1953 Båstad, Svezia Singolare - Doppio |                                             |                                            |               |                     |
| 11 luglio | Irish Championships 1953 Dublino, Irlanda Singolare - Doppio                          | Naresh Kumar 6-1 3-6 6-2 6-0                | Joseph Hackett                             |               |                     |
| 11 luglio | Irish Championships 1953 Dublino, Irlanda Singolare - Doppio                          |                                             |                                            |               |                     |
| 11 luglio | Midland Counties Championships 1953 Edgbaston, Gran Bretagna Singolare - Doppio       | Russell Seymour 8-6 7-5                     | Tony Mottram                               |               |                     |
| 11 luglio | Midland Counties Championships 1953 Edgbaston, Gran Bretagna Singolare - Doppio       |                                             |                                            |               |                     |
| 11 luglio | Western Championships 1953 Milwaukee, USA Singolare - Doppio                          | Noel Brown 6-3 6-1 7-5                      | George Worthington                         |               |                     |
| 11 luglio | Western Championships 1953 Milwaukee, USA Singolare - Doppio                          |                                             |                                            |               |                     |
| 11 luglio | Nottinghamshire Championships 1953 Nottingham, Gran Bretagna Singolare - Doppio       | William Knight 6-3 6-3                      | Barrett                                    |               |                     |
| 11 luglio | Nottinghamshire Championships 1953 Nottingham, Gran Bretagna Singolare - Doppio       |                                             |                                            |               |                     |
| 11 luglio | Spring Lake Invitation 1953 Spring Lake, USA Singolare - Doppio                       | Vic Seixas 6-3 6-2 6-3                      | Gardnar Mulloy                             |               |                     |
| 11 luglio | Spring Lake Invitation 1953 Spring Lake, USA Singolare - Doppio                       |                                             |                                            |               |                     |
| 12 luglio | Dutch International Championships 1953 Noordwijk, Paesi Bassi Singolare - Doppio      | Enrique Morea 6-4 6-3 6-4                   | Lew Hoad                                   |               |                     |
| 12 luglio | Dutch International Championships 1953 Noordwijk, Paesi Bassi Singolare - Doppio      |                                             |                                            |               |                     |
| 18 luglio | Essex Championships 1953 Frinton, Gran Bretagna Singolare - Doppio                    | Tony Mottram 6-4 6-1                        | Jack Arkinstall                            |               |                     |
| 18 luglio | Essex Championships 1953 Frinton, Gran Bretagna Singolare - Doppio                    |                                             |                                            |               |                     |
| 18 luglio | Torneo di Hoylake & West Kirby 1953 Hoylake, Gran Bretagna Singolare - Doppio         | Gerald D. Oakley 6-4 7-5                    | Ignacy Tloczynski                          |               |                     |
| 18 luglio | Torneo di Hoylake & West Kirby 1953 Hoylake, Gran Bretagna Singolare - Doppio         |                                             |                                            |               |                     |
| 18 luglio | Welsh Championships 1953 Newport, Gran Bretagna Singolare - Doppio                    | Russell Seymour 6-3 7-5                     | Naresh Kumar                               |               |                     |
| 18 luglio | Welsh Championships 1953 Newport, Gran Bretagna Singolare - Doppio                    |                                             |                                            |               |                     |
| 19 luglio | Swiss International Championships 1953 Gstaad, Svizzera Singolare - Doppio            | Rex Hartwig 6-4 1-6 6-2 6-2                 | Władysław Skonecki                         |               |                     |
| 19 luglio | Swiss International Championships 1953 Gstaad, Svizzera Singolare - Doppio            |                                             |                                            |               |                     |
| 19 luglio | U.S. Men's Clay Court Championships 1953 Indianapolis, USA Singolare - Doppio         | Vic Seixas 6-2 6-4 6-3                      | Ham Richardson                             |               |                     |
| 19 luglio | U.S. Men's Clay Court Championships 1953 Indianapolis, USA Singolare - Doppio         | Bernard Bartzen Grant Golden                |                                            |               |                     |
| 26 luglio | Colonel Kuntz Cup 1953 Deauville, Francia Singolare - Doppio                          | Enrique Morea                               | Budge Patty                                |               |                     |
| 26 luglio | Colonel Kuntz Cup 1953 Deauville, Francia Singolare - Doppio                          |                                             |                                            |               |                     |
| 26 luglio | Pennsylvania Lawn Tennis Championship 1953 Haverford, USA Singolare - Doppio          | Vic Seixas 6-4 6-2 6-4                      | Tony Trabert                               |               |                     |
| 26 luglio | Pennsylvania Lawn Tennis Championship 1953 Haverford, USA Singolare - Doppio          |                                             |                                            |               |                     |
| 26 luglio | South Queensland Championships 1953 Ipswich, Australia Singolare - Doppio             | Malcolm J. Anderson 6-4 4-6 6-3             | Prickett                                   |               |                     |
| 26 luglio | South Queensland Championships 1953 Ipswich, Australia Singolare - Doppio             |                                             |                                            |               |                     |
| 26 luglio | Canadian Championships 1953 Toronto, Canada Singolare - Doppio                        | Mervyn Rose 6-3 6-4 6-2                     | Rex Hartwig                                |               |                     |
| 26 luglio | Canadian Championships 1953 Toronto, Canada Singolare - Doppio                        | Rex Hartwig Mervyn Rose 7-5, 3-6, 6-3, 6-2  | George Worthington Tony Vincent            |               |                     |

### Agosto
| Settimana | Torneo                                                                                  | Vincitore                                    | Finalista                 | Semifinalisti            | Eliminati ai quarti                              |
| --------- | --------------------------------------------------------------------------------------- | -------------------------------------------- | ------------------------- | ------------------------ | ------------------------------------------------ |
| agosto    | Monte Carlo Third Meeting 1953 Monte Carlo, Monte Carlo Singolare - Doppio              | Jaroslav Drobný 6-2 6-2                      | Robert Haillet            |                          |                                                  |
| agosto    | Monte Carlo Third Meeting 1953 Monte Carlo, Monte Carlo Singolare - Doppio              |                                              |                           |                          |                                                  |
| 1º agosto | Baltimore Mid-Atlantic Grass Court Championships 1953 Baltimora, USA Singolare - Doppio | Tony Trabert 6-2 12-10 4-6 10-8              | Bernard Tut Bartzen       |                          |                                                  |
| 1º agosto | Baltimore Mid-Atlantic Grass Court Championships 1953 Baltimora, USA Singolare - Doppio |                                              |                           |                          |                                                  |
| 1º agosto | Northumberland Championships 1953 Newcastle, Gran Bretagna Singolare - Doppio           | William Knight 6-2 6-3                       | Donald L.M. Black         |                          |                                                  |
| 1º agosto | Northumberland Championships 1953 Newcastle, Gran Bretagna Singolare - Doppio           |                                              |                           |                          |                                                  |
| 1º agosto | Malaysian International Championships 1953 Singapore, Singapore Singolare - Doppio      | Neale Fraser 6-4 6-3                         | Chew Bee Ong              |                          |                                                  |
| 1º agosto | Malaysian International Championships 1953 Singapore, Singapore Singolare - Doppio      |                                              |                           |                          |                                                  |
| 1º agosto | Slazenger Pro Championships 1953 Scarborough, Gran Bretagna Erba Singolare - Doppio     | Pancho Segura 2-6 6-4 3-6 6-4 8-6            | Frank Sedgman             | Dinny Pails Ken McGregor | Bill Moss Hans Huonder Peter Cawthorn Jan de Mos |
| 1º agosto | Slazenger Pro Championships 1953 Scarborough, Gran Bretagna Erba Singolare - Doppio     | Frank Sedgman Kenneth McGregor 6-1 6-3       | Dinny Pails Fred Perry    | Dinny Pails Ken McGregor | Bill Moss Hans Huonder Peter Cawthorn Jan de Mos |
| 3 agosto  | Torneo di Parkes 1953 Parkes, Australia Singolare - Doppio                              | Bill Gilmour 6-2 0-6 6-4                     | Jack Dart                 |                          |                                                  |
| 3 agosto  | Torneo di Parkes 1953 Parkes, Australia Singolare - Doppio                              |                                              |                           |                          |                                                  |
| 5 agosto  | German Championships 1953 Amburgo, Germania Singolare - Doppio                          | Budge Patty 6-3 6-2 6-3                      | Fausto Gardini            |                          |                                                  |
| 5 agosto  | German Championships 1953 Amburgo, Germania Singolare - Doppio                          |                                              |                           |                          |                                                  |
| 9 agosto  | Riccione Pro Championships 1953 Riccione, Italia Singolare                              | Pancho Segura 8-4 0-6 6-4                    | Frank Sedgman             | Dinny Pails Ken McGregor |                                                  |
| 9 agosto  | Eastern Grass Court Championships 1953 South Orange, USA Singolare - Doppio             | Lew Hoad 7-5 6-4 6-1                         | Rex Hartwig               |                          |                                                  |
| 9 agosto  | Eastern Grass Court Championships 1953 South Orange, USA Singolare - Doppio             |                                              |                           |                          |                                                  |
| 9 agosto  | Southampton Invitation 1953 Southampton, USA Singolare - Doppio                         | Jack Tuero 6-2 10-8 5-7 3-6 7-5              | Charles Masterson         |                          |                                                  |
| 9 agosto  | Southampton Invitation 1953 Southampton, USA Singolare - Doppio                         |                                              |                           |                          |                                                  |
| 14 agosto | Rimini Pro Championships 1953 Rimini, Italia Singolare                                  | Pancho Segura 6-8 6-4 6-3                    | Frank Sedgman             | Dinny Pails Ken McGregor |                                                  |
| 15 agosto | Brisbane Exhibtion Tennis Tournament 1953 Brisbane, Australia Singolare - Doppio        | John O'Brien 2-6 6-2 6-3 6-2                 | Adrian Quist              |                          |                                                  |
| 15 agosto | Brisbane Exhibtion Tennis Tournament 1953 Brisbane, Australia Singolare - Doppio        |                                              |                           |                          |                                                  |
| 15 agosto | British Pro Championships 1953 Eastbourne, Gran Bretagna Singolare - Doppio             | Bill Moss 6-0 7-5 6-4                        | Arthur Moxham             |                          |                                                  |
| 15 agosto | British Pro Championships 1953 Eastbourne, Gran Bretagna Singolare - Doppio             | Basil Lawrence Bill Moss 6-3 6-4 6-2         | J. Pannell Bunny Whiteman |                          |                                                  |
| 16 agosto | California State Pro Championships 1953 Beverly Hills, USA Cemento Singolare - Doppio   | Pancho Gonzales 5-7 6-3 6-4                  | Don Budge                 |                          |                                                  |
| 16 agosto | California State Pro Championships 1953 Beverly Hills, USA Cemento Singolare - Doppio   | Pancho Gonzales Constantin Tanasescu 6-3 6-1 | Carl Earn Johnny Faunce   |                          |                                                  |
| 20 agosto | Newport Casino Trophy 1953 Newport, USA Singolare - Doppio                              | Tony Trabert 5-7 0-6 6-4 8-6 6-3             | Vic Seixas                |                          |                                                  |
| 20 agosto | Newport Casino Trophy 1953 Newport, USA Singolare - Doppio                              |                                              |                           |                          |                                                  |
| 22 agosto | North of England Championships 1953 Scarborough, Gran Bretagna Singolare - Doppio       | Bobby Wilson 6-3 7-5                         | William Knight            |                          |                                                  |
| 22 agosto | North of England Championships 1953 Scarborough, Gran Bretagna Singolare - Doppio       |                                              |                           |                          |                                                  |
| 24 agosto | Torneo di Gympie 1953 Gympie, Australia Singolare - Doppio                              | Roy Emerson 6-4 6-2                          | Harry Rode                |                          |                                                  |
| 24 agosto | Torneo di Gympie 1953 Gympie, Australia Singolare - Doppio                              |                                              |                           |                          |                                                  |
| 29 agosto | Nassau Bowl 1953 Glen Cove, USA Singolare - Doppio                                      | Tony Trabert                                 | Bob Perry                 |                          |                                                  |
| 29 agosto | Nassau Bowl 1953 Glen Cove, USA Singolare - Doppio                                      |                                              |                           |                          |                                                  |
| 31 agosto | Istanbul International Championships 1953 Istanbul, Turchia Singolare - Doppio          | Paul Remy 6-4 6-4 4-6 2-6 6-4                | Giuseppe Merlo            |                          |                                                  |
| 31 agosto | Istanbul International Championships 1953 Istanbul, Turchia Singolare - Doppio          |                                              |                           |                          |                                                  |

### Settembre
| Settimana    | Torneo                                                                              | Vincitore                                  | Finalista                   | Semifinalisti | Eliminati ai quarti |
| ------------ | ----------------------------------------------------------------------------------- | ------------------------------------------ | --------------------------- | ------------- | ------------------- |
| settembre    | Southern Transvaal Championships 1953 Johannesburg, Sudafrica Singolare - Doppio    | Eric Sturgess 6-3 1-6 3-6 6-2 6-1          | Owen Williams               |               |                     |
| settembre    | Southern Transvaal Championships 1953 Johannesburg, Sudafrica Singolare - Doppio    |                                            |                             |               |                     |
| 6 settembre  | Eastern Mediterranean Championships 1953 Atene, Grecia Singolare - Doppio           | Bitti Bergamo 6-1 6-1 6-3                  | Jaroslav Drobný             |               |                     |
| 6 settembre  | Eastern Mediterranean Championships 1953 Atene, Grecia Singolare - Doppio           |                                            |                             |               |                     |
| 6 settembre  | Torneo di Padova 1953 Padova, Italia Singolare - Doppio                             | Lennart Bergelin 5-7 6-2 6-0 1214 7-5      | Paul Remy                   |               |                     |
| 6 settembre  | Torneo di Padova 1953 Padova, Italia Singolare - Doppio                             |                                            |                             |               |                     |
| 14 settembre | U.S. National Championships 1953 New York, USA Singolare - Doppio                   | Tony Trabert 6-3 6-2 6-3                   | Vic Seixas                  |               |                     |
| 14 settembre | U.S. National Championships 1953 New York, USA Singolare - Doppio                   | Rex Hartwig Mervyn Rose 6-4, 4-6, 6-2, 6-4 | Bill Talbert Gardnar Mulloy |               |                     |
| 15 settembre | South of England Championships 1953 Eastbourne, Gran Bretagna Singolare - Doppio    | Geoffrey Paish 7-5 6-0                     | Robert J. Lee               |               |                     |
| 15 settembre | South of England Championships 1953 Eastbourne, Gran Bretagna Singolare - Doppio    |                                            |                             |               |                     |
| 15 settembre | Torneo di Venezia 1953 Venezia, Italia Singolare - Doppio                           | Jaroslav Drobný 8-6 3-6 2-6 6-4 6-2        | Władysław Skonecki          |               |                     |
| 15 settembre | Torneo di Venezia 1953 Venezia, Italia Singolare - Doppio                           |                                            |                             |               |                     |
| 20 settembre | Yugoslavia International Championships 1953 Belgrado, Jugoslavia Singolare - Doppio | Tony Mottram 6-2 6-4 6-0                   | Lennart Bergelin            |               |                     |
| 20 settembre | Yugoslavia International Championships 1953 Belgrado, Jugoslavia Singolare - Doppio |                                            |                             |               |                     |
| 20 settembre | Torneo di Brescia 1953 Brescia, Italia Singolare - Doppio                           | Jaroslav Drobný 6-4 6-3 3-6 6-3            | Władysław Skonecki          |               |                     |
| 20 settembre | Torneo di Brescia 1953 Brescia, Italia Singolare - Doppio                           |                                            |                             |               |                     |
| 20 settembre | Canadian Pro Championships 1953 Québec, Canada Cemento Singolare - Doppio           | Pancho Gonzales 6-0 6-4 6-4                | Bobby Riggs                 |               |                     |
| 20 settembre | Canadian Pro Championships 1953 Québec, Canada Cemento Singolare - Doppio           | Pancho Gonzales Frank Kovacs 6-2 6-4       | Joe Fishbach Bobby Riggs    |               |                     |
| 21 settembre | Pacific Southwest Championships 1953 Los Angeles, USA Singolare - Doppio            | Ken Rosewall 6-4 1-6 3-6 6-1 6-4           | Vic Seixas                  |               |                     |
| 21 settembre | Pacific Southwest Championships 1953 Los Angeles, USA Singolare - Doppio            |                                            |                             |               |                     |
| 27 settembre | Torneo di Baden-Baden 1953 Baden Baden, Germania Singolare - Doppio                 | Jaroslav Drobný 7-5 4-6 6-4                | Lennart Bergelin            |               |                     |
| 27 settembre | Torneo di Baden-Baden 1953 Baden Baden, Germania Singolare - Doppio                 |                                            |                             |               |                     |
| 28 settembre | Pacific Coast Championships 1953 San Francisco, USA Singolare - Doppio              | Tony Trabert 7-5 6-3 6-2                   | Vic Seixas                  |               |                     |
| 28 settembre | Pacific Coast Championships 1953 San Francisco, USA Singolare - Doppio              | Tony Trabert Vic Seixas 6-4, 6-2, 6-4      | Enrique Morea Hugh Stewart  |               |                     |

### Ottobre
| Settimana  | Torneo                                                                                      | Vincitore                                 | Finalista                 | Semifinalisti | Eliminati ai quarti |
| ---------- | ------------------------------------------------------------------------------------------- | ----------------------------------------- | ------------------------- | ------------- | ------------------- |
| ottobre    | Florida Closed Championships 1953 Delray Beach, USA Singolare - Doppio                      | Gardnar Mulloy                            | non conosciuta (bandiera) |               |                     |
| ottobre    | Florida Closed Championships 1953 Delray Beach, USA Singolare - Doppio                      |                                           |                           |               |                     |
| 5 ottobre  | ACT Championships 1953 Canberra, Australia Singolare - Doppio                               | George Worthington 6-2 6-2                | Pepper                    |               |                     |
| 5 ottobre  | ACT Championships 1953 Canberra, Australia Singolare - Doppio                               |                                           |                           |               |                     |
| 8 ottobre  | USPLTA Fall Championships 1953 Long Island, USA Singolare - Doppio                          | Bobby Riggs 6-0 6-2                       | Leonard Hartman           |               |                     |
| 8 ottobre  | USPLTA Fall Championships 1953 Long Island, USA Singolare - Doppio                          | Bobby Riggs Leonard Hartman 3-6 6-4 14-12 | D. Martin Charles Swanson |               |                     |
| 10 ottobre | British Covered Court Championships 1953 Londra, Gran Bretagna Singolare - Doppio           | Jaroslav Drobný 6-2 7-5 6-2               | Bobby Wilson              |               |                     |
| 10 ottobre | British Covered Court Championships 1953 Londra, Gran Bretagna Singolare - Doppio           |                                           |                           |               |                     |
| 12 ottobre | Pan American International Championships 1953 Città del Messico, Messico Singolare - Doppio | Tony Trabert 6-2 6-4 6-1                  | Kurt Nielsen              |               |                     |
| 12 ottobre | Pan American International Championships 1953 Città del Messico, Messico Singolare - Doppio |                                           |                           |               |                     |
| 17 ottobre | Sydney Metropolitan Grass Court Championships 1953 Sydney, Australia Singolare - Doppio     | George Worthington 6-3 6-4                | Geoff Brown               |               |                     |
| 17 ottobre | Sydney Metropolitan Grass Court Championships 1953 Sydney, Australia Singolare - Doppio     |                                           |                           |               |                     |
| 18 ottobre | Greenbrier Hotel Tournament 1953 White Sulphur Springs, USA Singolare - Doppio              | Vic Seixas 6-4 6-4                        | Tony Trabert              |               |                     |
| 18 ottobre | Greenbrier Hotel Tournament 1953 White Sulphur Springs, USA Singolare - Doppio              |                                           |                           |               |                     |

### Novembre
| Settimana   | Torneo                                                                                       | Vincitore                           | Finalista                     | Semifinalisti                  | Eliminati ai quarti                                     |
| ----------- | -------------------------------------------------------------------------------------------- | ----------------------------------- | ----------------------------- | ------------------------------ | ------------------------------------------------------- |
| 6 novembre  | Queensland Championships 1953 Brisbane, Australia Erba Singolare - Doppio                    | Lew Hoad 6-4 6-1 6-2                | Rex Hartwig                   |                                |                                                         |
| 6 novembre  | Queensland Championships 1953 Brisbane, Australia Erba Singolare - Doppio                    |                                     |                               |                                |                                                         |
| 8 novembre  | South American Championships 1953 Santiago, Cile Singolare - Doppio                          | Enrique Morea 3-6 6-3 6-4 6-3       | Jaroslav Drobný               |                                |                                                         |
| 8 novembre  | South American Championships 1953 Santiago, Cile Singolare - Doppio                          |                                     |                               |                                |                                                         |
| 14 novembre | Palace Hotel Covered Court Championships 1953 Torquay, Gran Bretagna Singolare - Doppio      | Gerald Oakley 2-6 7-5 10-8          | Geoffrey Paish                |                                |                                                         |
| 14 novembre | Palace Hotel Covered Court Championships 1953 Torquay, Gran Bretagna Singolare - Doppio      |                                     |                               |                                |                                                         |
| 15 novembre | Brazil International Championships 1953 Rio de Janeiro, Brasile Singolare - Doppio           | Budge Patty 6-2 3-6 6-1 7-5         | Arthur Larsen                 |                                |                                                         |
| 15 novembre | Brazil International Championships 1953 Rio de Janeiro, Brasile Singolare - Doppio           |                                     |                               |                                |                                                         |
| 20 novembre | London Pro Indoor Championships 1953 Londra, Gran Bretagna Parquet indoor Singolare - Doppio | Frank Sedgman 6-1 6-2 6-2           | Pancho Gonzales               | Pancho Segura Don Budge        | Jan de Mos Hans Nüsslein Bobby Riggs Don Tregonning     |
| 20 novembre | London Pro Indoor Championships 1953 Londra, Gran Bretagna Parquet indoor Singolare - Doppio | Frank Sedgman Don Budge 6-3 6-3 6-2 | Pancho Gonzales Pancho Segura | Pancho Segura Don Budge        | Jan de Mos Hans Nüsslein Bobby Riggs Don Tregonning     |
| 22 novembre | New South Wales Championships 1953 Sydney, Australia Erba Singolare - Doppio                 | Lew Hoad 8-6 4-6 9-7 10-8           | Ken Rosewall                  | Vic Seixas Tony Trabert        | Bill Talbert Rex Hartwig George Worthington Mervyn Rose |
| 22 novembre | New South Wales Championships 1953 Sydney, Australia Erba Singolare - Doppio                 |                                     |                               | Vic Seixas Tony Trabert        | Bill Talbert Rex Hartwig George Worthington Mervyn Rose |
| 22 novembre | Paris Pro Championships 1953 Parigi, Francia Cemento rosso indoor Singolare                  | Frank Sedgman 6-1 6-3               | Pancho Gonzales               | Don Budge Pancho Segura        |                                                         |
| 29 novembre | Lyon Pro Championships 1953 Lione, Francia Terra rossa indoor Singolare                      | Pancho Segura 3-6 6-4 6-3           | Frank Sedgman                 | Pancho Gonzales Peter Cawthorn |                                                         |
| 29 novembre | Perth Spring Tournament 1953 Perth, Australia Singolare - Doppio                             | John Blacklock 6-3 3-6 0-6 6-4 6-3  | Aleck Bridge                  |                                |                                                         |
| 29 novembre | Perth Spring Tournament 1953 Perth, Australia Singolare - Doppio                             |                                     |                               |                                |                                                         |

### Dicembre
| Settimana   | Torneo                                                                                | Vincitore                          | Finalista       | Semifinalisti | Eliminati ai quarti |
| ----------- | ------------------------------------------------------------------------------------- | ---------------------------------- | --------------- | ------------- | ------------------- |
| dicembre    | Argentina International Championships 1953 Buenos Aires, Argentina Singolare - Doppio | Alfred Dela Paolera 6-2 6-1 ritiro | Eduardo Prado   |               |                     |
| dicembre    | Argentina International Championships 1953 Buenos Aires, Argentina Singolare - Doppio |                                    |                 |               |                     |
| 8 dicembre  | Victorian Championships 1953 Melbourne, Australia Erba Singolare - Doppio             | Lew Hoad 9-7 8-6 3-6 6-3           | Ken Rosewall    |               |                     |
| 8 dicembre  | Victorian Championships 1953 Melbourne, Australia Erba Singolare - Doppio             |                                    |                 |               |                     |
| 15 dicembre | Colombia International 1953 Barranquilla, Colombia Singolare - Doppio                 | Arthur Larsen 6-4 1-6 6-2 6-3      | Budge Patty     |               |                     |
| 15 dicembre | Colombia International 1953 Barranquilla, Colombia Singolare - Doppio                 |                                    |                 |               |                     |
| 28 dicembre | Euroa Christmas Tournament 1953 Euroa, Australia Singolare - Doppio                   | Mike Davies 6-4 5-6 6-3            | Anthony J. Ryan |               |                     |
| 28 dicembre | Euroa Christmas Tournament 1953 Euroa, Australia Singolare - Doppio                   |                                    |                 |               |                     |

### Senza data
| Settimana  | Torneo                                                          | Vincitore                 | Finalista     | Semifinalisti | Eliminati ai quarti |
| ---------- | --------------------------------------------------------------- | ------------------------- | ------------- | ------------- | ------------------- |
| Senza data | Hagen Pro Championships 1953 Hagen, Germania Singolare - Doppio | Fred Perry 6-4 6-2 ritiro | Hans Nüsslein |               |                     |
| Senza data | Hagen Pro Championships 1953 Hagen, Germania Singolare - Doppio |                           |               |               |                     |

## Pro tour
Nel corso dell'anno si giocarono diversi tornei che facevano parte dei pro tour: un insieme di tornei composti da pochi partecipanti: da 2, 4 o 6 giocatori in cui i migliori tennisti si sfidavano in scontri diretti in varie località. Il vincitore del tour era il tennista che aveva un vantaggio nei testa a testa con gli altri giocatori.
| Data                       | Località             | Nome del tour       | Partecipanti                                    |
| -------------------------- | -------------------- | ------------------- | ----------------------------------------------- |
| 6 gennaio - 1º giugno 1953 | Stati Uniti e Canada | World Pro Tour 1953 | 1) Jack Kramer (54-41) 2) Frank Sedgman (41-54) |